# 外白渡桥
外白渡桥，位於上海，毗鄰外滩，是中国的第一座全钢结构铆接桥梁和仅存的不等高桁架结构桥，同时也是自1856年以来在苏州河河口附近同样位置落成的第四座桥梁。由于处于苏州河与黄浦江的交界处，因此成为连接黄浦与虹口的重要交通要道。现在的外白渡桥于1908年1月20日落成通车。由于其丰富的历史和独特的设计，外白渡桥成为上海的标志之一，同时也是上海的现代化和工业化的象征。1994年2月15日，上海市人民政府将外白渡桥列为优秀历史保护建筑之一。在上海这样一个日新月异的城市里，外白渡桥仍旧散发着独特的魅力。自1908年落成后，外白渡桥便是成为上海天际线的组成部分。

## 外白渡桥的名字来源
关于桥名“外白渡桥”的来源至今仍存在着许多的争论，现今已知最早是由上海公共租界工部局在1873年对原先木桥的称呼。其中最为广泛认可的解释便是：“任何河流的上游称之为裏，反而言之河流的下游则为外。”在学者薛理勇的《外滩的历史和建筑》一书中有如下的表述：在一些情况下，汉语的内部和外部，指的是距离某一点的远或近的程度。这种用法至今仍旧可见于上海的一些地方，而外白渡桥即属于此类。因此更靠近上游的便称为里白渡桥，而位于河口的，便自然而然的称作为外白渡桥。
而之所以称之为白渡桥，是因为该桥建成后，凡是过河无需再支付过桥费，因此是“白”渡。

## 早期历史
上海开埠以前，今苏州河沿线地区由于距离上海县城较远，经济较不发达，交通较为不便，民众主要依靠闸桥和靠近黄浦江处的几处渡口往来于两岸。1843年开埠后，苏州河南北岸先后被辟为英租界和美租界，原先是城外郊野的苏州河两岸逐渐成为市区。1853年，小刀会起义爆发，大批民众由上海县城迁入租界。英美租界内不断增加的人口以及自开埠以来快速发展的外贸经济促成了苏河两岸间日益增长的交通需求，而既有摆渡方式已难满足这种需求。在这种情况下，新式桥梁的建设成为一种共识。

### 韦尔斯桥
1855年，苏州河上建于雍正年间的闸桥垮塌，交通问题更加尖锐。1856年10月，怡和洋行经理人查尔斯·韦尔斯、美国人爱德华·R·坎宁安偕同宝顺洋行、兆丰洋行的20名英美商人，筹资1.2万银元成立苏州河桥梁公司（Soochow Creek Bridge Company）；该公司亦是中国第一家从事桥梁建造的公司。当年年底，该公司建造的桥梁即落成。新建桥梁为纯木结构桥梁，长137米，宽7米。此外为了不影响船只的通行，此桥在靠近虹口一侧采用了桥结构。该桥的建成，大大方便了河北的美租界与河南的英租界的来往通行。不过由于其主要目的只是为了解决交通问题，因此该桥并未注重外观的设计，显得并不优雅美观。

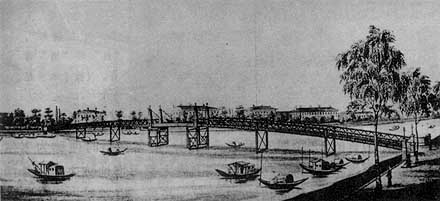
韦尔斯桥

韦尔斯通过募集资本投资于基础设施的建设，建成了韦尔斯桥。尽管该桥大大改善了出行问题，但是由于是私人投资的盈利性基础设施，所以凡是通过该桥往来的民众必须支付一定的过桥费。根据当时人们的记载：“收取通行费意在收回当初的投资成本，因此定价为车辆和行人每次五文……这座桥只向付得起通行费的人们开放，因而为上海之公众所诟病”。不过近年来的研究表明，过桥费并不是一直为五文。据载，华人过桥原为一次一文钱，而外国人则为每次十五文，车辆另计。后来，为了方便在沪外国人过桥，由上海公共租界工部局出面，每年向苏州河桥梁公司一次性缴纳一笔年费折合白银1971两作为全体外国人的过桥费。尽管此举省去了外国人单独缴纳过桥费的过程，但是却被部分国人视为外国人的在华特权。加之之前1863年英美租界合并时，国人的过桥费由一文增至两文，众多国人的对该桥采取自发抗议、抵制行为，例如旅沪粤商詹若在今天山西路的附近开设“义渡”免费接送国人以示抗争。1872年，刚创刊的《申报》也加入了声讨行列，刊载了一封读者来信，直指韦尔斯桥进行收费的行为。尽管抗议不断，但韦尔斯及其公司声明，收费乃是经过上海道台的批准。同时，韦尔斯和其公司通过收取过桥费掠取了不少财富，韦尔斯本人更是因此发财。韦尔斯于1857年9月9日，在大英轮船公司孟加拉号上去世。
到了1870年，韦尔斯桥已经残破不堪，工部局当局指令桥主进行维修，但桥梁公司却无视工部局的命令。最后工部局采取进一步措施，在距离韦尔斯桥不到十几步的地方修建了一座新的桥梁，并且准予免费通行。

### 新韦尔斯桥
由于韦尔斯桥建设的初衷只是为了牟利。因此，苏州河桥梁建筑公司只负责过桥费的收取，而忽略最基本的桥梁维护。所以，不到6年时间，韦尔斯桥的木质桥基就开始腐烂，桥面出现倾斜。迫于工部局压力，苏州河桥梁建筑公司不得不筹划新桥的建设。据史料记载：“1871年4月，公司试图建造一座新铁桥，并且桥梁的部分构架已经基本完成。”但由于施工技术问题，5月13日晚6时，东侧桥基上的两根铁柱断裂，一部分桥身随之沉入苏州河中，桥梁公司的新桥计划宣告失败。

### 外白渡桥（木桥）

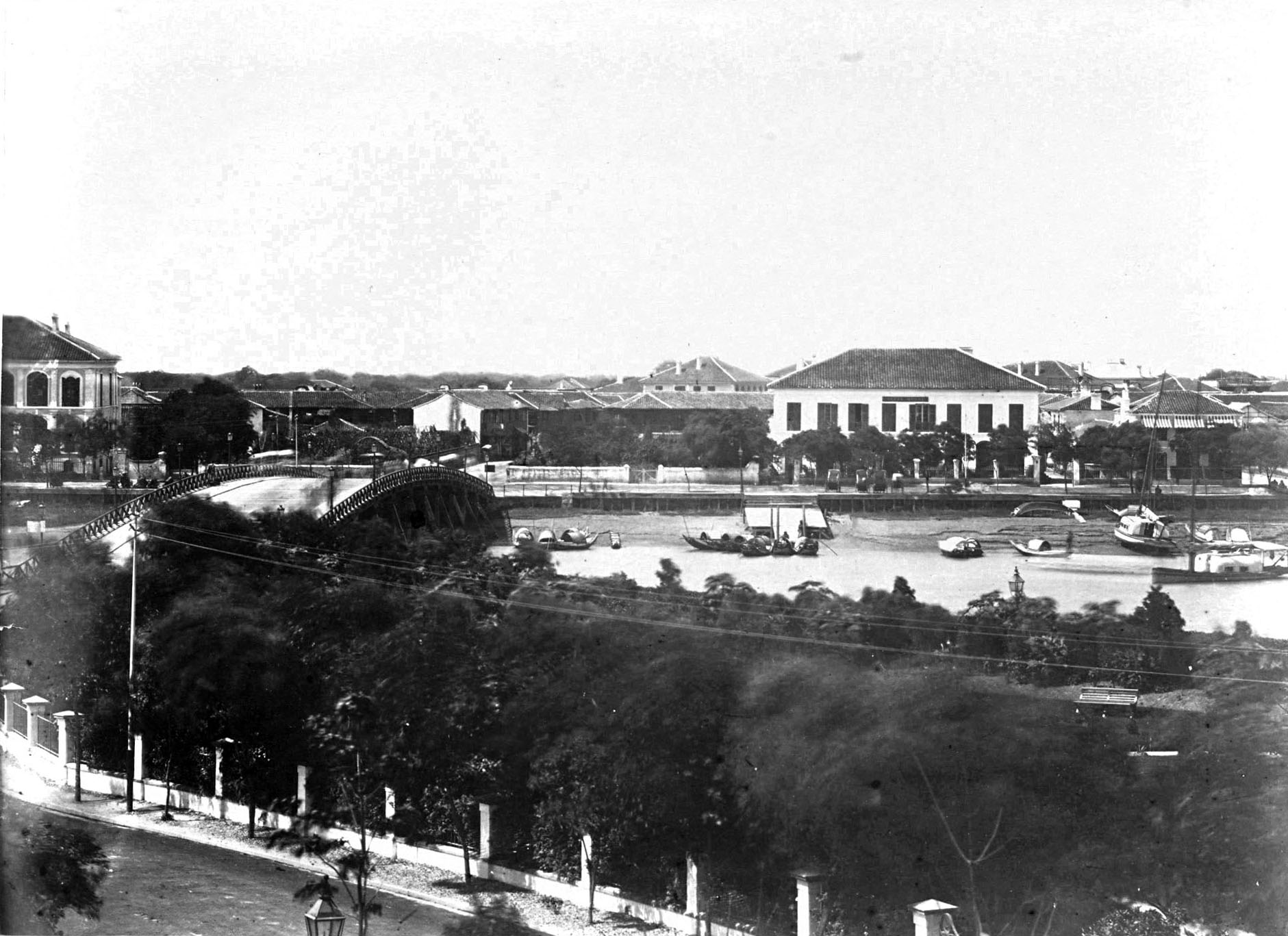
外白渡桥和礼查饭店。

鉴于当时苏州河桥梁公司无视工部局的通知，上海公共租界工部局经由纳税人会议批准决定于原韦尔斯桥以西数米处建设一座新的木浮桥，并预定于1873年9月建成并向公众开放。新桥由耶松船厂承建，全桥耗银19513两。1873年8月2日，大桥建成并通车。
到了当年10月，上海公共租界工部局与苏州河桥梁公司达成协议，购买下韦尔斯桥，并取消了过桥费，因此群众的抗议基本被平息。为了扩大苏州河口附近的通行能力，工部局决定建造一座新的桥梁。新桥选在韦尔斯桥的原址，因此旧桥被迫拆除，同时新的桥梁在原址开工建设，1876年8月，苏州河口的新桥建成通车。新桥较旧桥略大，长110.3米，宽12.19米，并且在两边预留了各2.13米的人行道。新桥耗资12900两白银。

#### 修理
1881年，大桥进行了建成后的首次全面大修，耗银4012两，修复了人行道和路面。
1886年，外滩北端的公共公园建成开放，因此临近公园的外白渡桥也被称作为花园桥，其英文名The Garden Bridge一直沿用至今。在当时，该桥也被称作为“乞丐桥”抑或“叹息桥”，因为“在这里可以看见最贫苦的阶层”。

## 外白渡桥（铁桥）

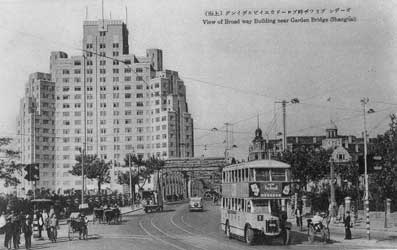
向虹口一侧远望

现存的外白渡桥为1907年建造。在20世纪初，随着新型交通工具的使用和客流的增加，原先的木桥已不敷使用，于是在1906年將木桥汰換。而新的桥梁建设被提上议程，工部局决议建造一座新的钢结构大桥用以容纳电车和汽车的通行。新桥由上海公共租界工部局负责监造，同时所需钢材从英国进口。新的公园桥即今天的外白渡桥由位于新加坡的英商霍华斯·厄斯金有限公司负责设计，英格兰达勒姆郡达灵顿的英商克利夫蘭橋梁工程有限公司负责承建，该公司曾于上年建造过位于津巴布韦的横跨于赞比西河上的维多利亚瀑布大桥。新的外白渡桥于1906年8月4日正式开工，于翌年12月29日落成。1908年1月20日，工部局举行新桥通车礼。在通车之时，外白渡桥是当时上海最大的钢铁桥，同时也是中国第一座钢桁梁，由于全身为钢材质，所以被媒体称为“中国最坚固的桥梁”。

### 1908年至1932年
1915年11月10日中午，上海镇守使、海军上将郑汝成在前往日本领事馆的途中经过外白渡桥时，被埋伏在此处的革命党人王明山和陈其美用炸弹和毛瑟枪袭击，当场毙命。

### 一二八事变期间
1932年1月28日，日军挑起战火引发“一·二八事变”，地处华界的闸北顷刻间成为战场。居住在闸北以及公共租界北区的民众，大约60万人左右试图通过外白渡桥进入相对安全的公共租界中区。此后数周，日军封锁了外白渡桥禁止民众往来。直到2月20日，才由公共租界重新收回该桥，由此再度引发众多难民由外白渡桥涌入公共租界中区。

### 抗战时期
在淞沪会战期间，外白渡桥亦扮演了十分重要的角色。8月12日，就有数以千计的民众通过外白渡桥涌入租界中区。当时的记者罗德·法默在通讯中报道：“根据传回的报道，日军通过设立铁丝网和哨兵，以拦截外白渡桥的交通，仅留有20英尺宽的通道以供通行。附近弥漫着河里垃圾散发的恶臭。由于时值大暑节气，正午的太阳正灼烧着这座城市……尽管如此，仍有大批民众缓慢的通过这条生命之桥。”

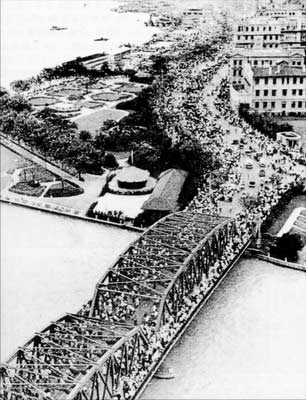
经过外白渡桥的难民

到8月底，日军封锁了桥面禁止外国人通过外白渡桥。尽管此举被众多本埠人士批评，但是日军当局仍旧我行我素。实际上在8月底左右，日军已经占领公共租界北区和部分闸北地界。据当事人回忆：“苏州河划分了两个世界，北岸充满恐惧、死亡与日本人的刺刀。而南岸，一派歌舞升平……两岸的联系仅靠一座外白渡桥，桥的两边对立着两个世界”。当时所有通行的中国人必须向日军士兵脱帽行礼。
当时，日军哨兵站在外白渡桥一侧，中国人经过该桥必须向日军行礼脱帽，日军稍有不满即会施以拳脚。甚至连搬运工经过有一定坡度的大桥都不允许喊号子，如果稍有不敬即会死于日军刺刀之下。当时除了特许车辆以外，不允许一切车辆通行。
当然，除了中国人以外，外国人也要向日军的哨兵屈服。根据一名犹太难民回忆，当时甚至连电车都只能在日军警卫前停车，所有的乘客需脱帽向哨兵行鞠躬礼。然而，对于日军而言，哨兵即是日军和权力的化身；不尊重哨兵，即是对日本的蔑视，因而必须受到惩罚。因此，也有无数外国人经过该桥时因为抽烟或是其他行为而被掌掴，理由即是不尊重“帝国的代表”。
1938年2月下旬，华中方面军司令部发布公告，“鼓励”外国人回到虹口居住、购物或营业：“外国人在回到租界北区时，请尊重外白渡桥上执勤的哨兵。请在街角处鞠躬并祝愿他早上好。在沪外国人须认识到哨兵的工作即代表了日本天皇”。此后外白渡桥事件频发，1938年7月20日，一名名叫江海生的19岁学生因进出公共租界中区时身上携带炸弹而被逮捕。当月末，一位英国夫人及其女儿因违反日军规定，错误穿越外白渡桥，随即遭到日军逮捕。为此，英国驻沪总领事费理伯向日军提出严正抗议，并称日军哨兵行为愈发挑衅。
1941年12月8日凌晨，日军偷袭珍珠港，太平洋战争爆发。日军占领公共租界中区。而位于外白渡桥的哨所被撤销。

### 维修（1947年）
自1940年代以来，外白渡桥共经历了五次主要维修，最近的一次便是2008年的大修。到了1947年，也就是通车40年之时，上海市政府做了一次检查，发现桥梁的结构出现沉降，较之1907年的时候，桥基已经下沉了将近12.7公分。1947年6月，市府与一家私营公司签订合同，由该公司负责对桥梁的维修，以加固桥梁结构，防止进一步的下沉。此后，除了于1949年扩大人行道以外，该公司再未进行过进一步的维修。

### 1949年至1980年
1957年，上海市人民政府工程局联合上海市工程设计研究院，对外白渡桥进行了一次深入的研究，随后采取了一定措施，防止桥梁老化，使该桥能继续使用50年。1961年，再次对桥面破损的沥青路面进行了一次维修，同时对于一些钢结构腐蚀现象采取了一定措施。1964年，外白渡桥拆除，移入造船厂进行大修，这次大修以后，取消了原先经由外白渡桥通行的电车线路。1965年，木质的人行道拆除，更换为钢筋混凝土材质的人行道。同时对桥梁进行了一次粉刷。1967年，由于大陆进入了文革时期，作为资本主义列强在中国的象征之一，外白渡桥也不免成为批斗的对象，在红卫兵的“革命热情”下，外白渡桥被更名为“反帝桥”。1970年，外白渡桥再度进行了次喷漆维修，这次修缮工作主要是将生锈的部分钢结构替换，并喷涂锌质防锈液。1977年，上海市市政设计研究院则对大桥的横梁进行了一次加固措施。

### 1980年至2007年

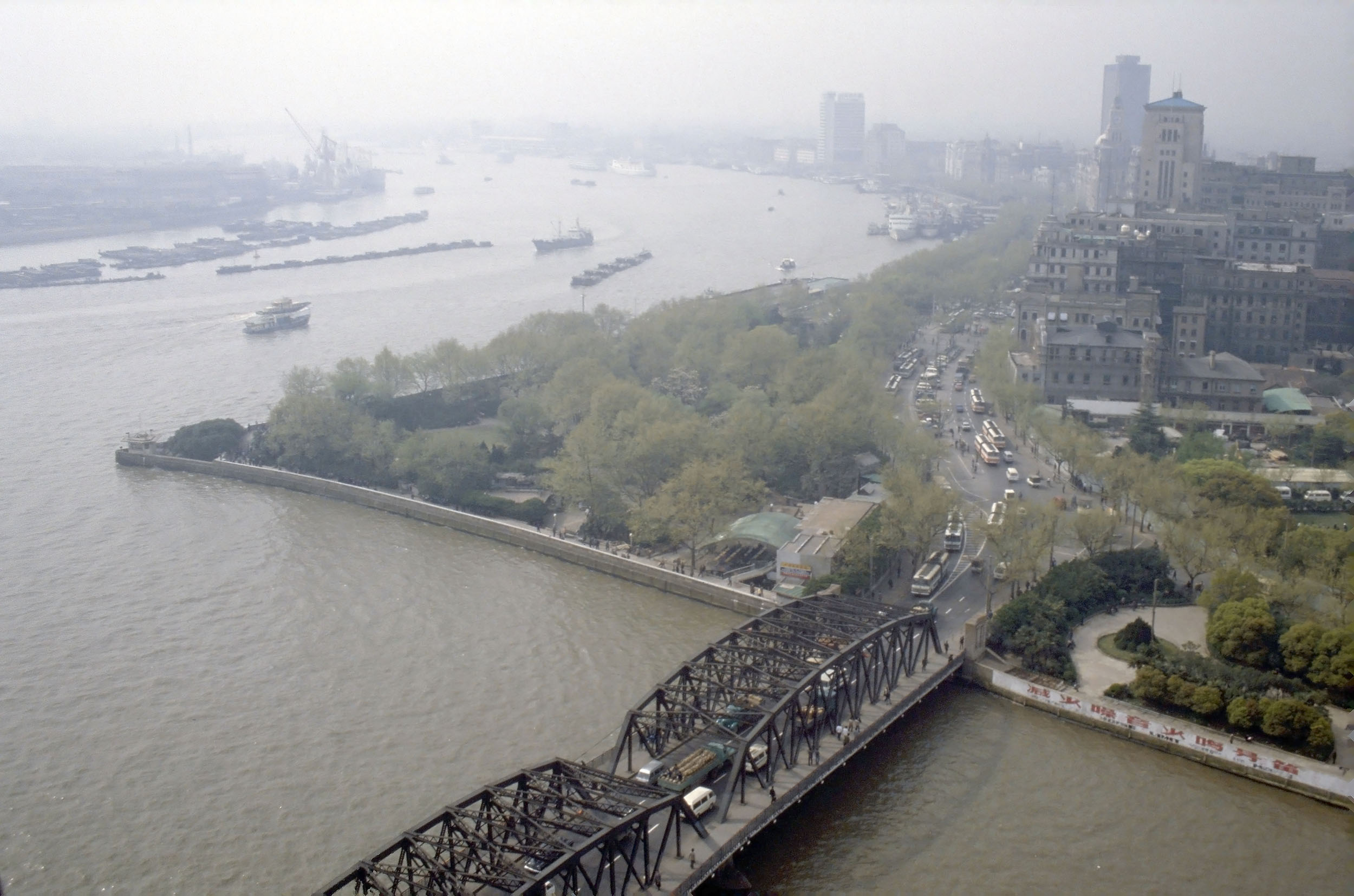
1987年外白渡桥

文革结束后，1985年，原先的油漆被全部重新喷涂。在20世纪80年代到90年代，随着社会经济的发展，外滩附近的交通流量呈几何倍增长。而已经运行了80年的外白渡桥几乎无法承受如此高强度的车流。于是为了缓解外白渡桥的压力，1991年，吴淞路闸桥开始修建，吴淞路闸桥位于外白渡桥以西，为钢筋混凝土公路桥。原先由虹口前往外滩的车流全部改道，经由吴淞路闸桥过境。这种情况一直持续了将近20年，直到2008年外滩隧道开始建设，吴淞路闸桥于2009年被拆除。
1991年，上海市政府和上海铁路局对外白渡桥进行了一次评估。7月，上海船厂完成了对桥梁的修复工程。1994年2月15日，外白渡桥成为第二批上海市优秀历史保护建筑。

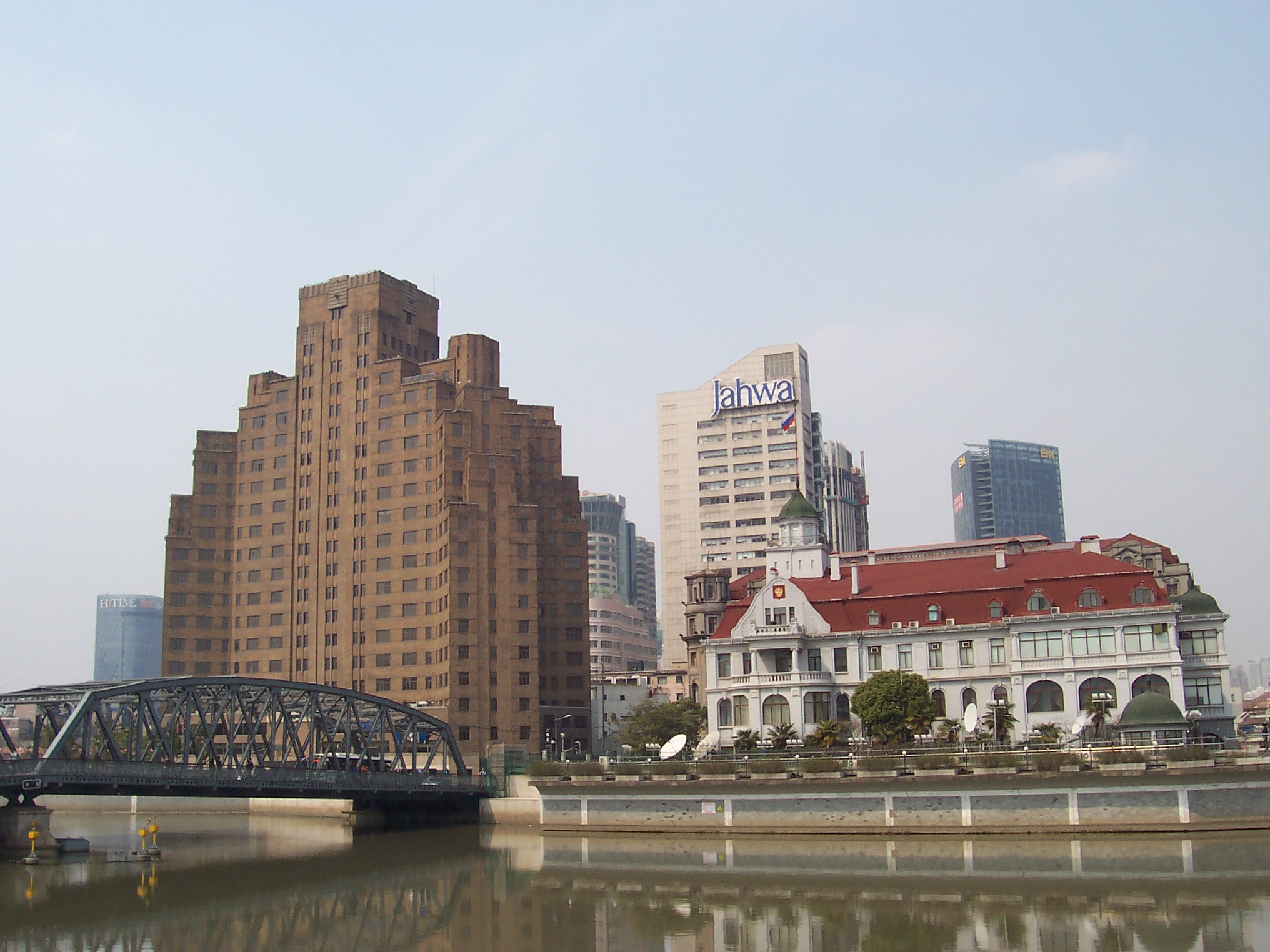
外白渡桥和上海大厦

### 百年大修（2008年至2009年）
由于上海将于2010年举办世界博览会，同时鉴于中山东一路地区的交通压力，上海市政府决定对外滩地区进行交通综合改造。由于新建的外滩通道将穿越外白渡桥下方，加之外白渡桥的桥墩经过勘察已经老化严重。因此市政部门决定对外白渡桥进行大修。根据2008年《上海日报》的报道：“尽管桥龄已逾100年，但最近的一份质量检测结果显示，即使不对桥梁进行较大的维修，外白渡桥仍能安全地使用30年。”此次大修的主旨是“恢复和加强原有的风格”，这次大修报经国家文物局批准，唯一的限制是“桥身与水面净高不变”。
2008年2月29日，外白渡桥封闭禁止通行，为其大修进行准备。3月1日，外白渡桥开始切割作业，桥体与基座开始分离。4月6日，利用潮水作用，外白渡桥的移桥入场正式开始，桥体南部首先被移走，翌日，桥体北部亦被移离原基座。外白渡桥的桥身此次被移入位于浦东民生路码头的上海船厂。根据这次工程师介绍，外白渡桥共有16万枚铆钉进行固定。而目前行内普遍使用焊接取代铆钉来对建筑物进行加固。现在除了小规模的铁路桥建设中会使用以外，基本绝迹。为了此次维修，上海船厂特地在中铁山桥集团和中铁六局找到60部铆钉机，并空运到沪。
最终，此次大修共替换了将近63000枚钢铆钉，约占总数的40%。据本埠的《新闻晨报》报道，工程师在对桥梁进行了完整性测试后发现，桥体含硫量极高，耐冲击性、韧性比较差，因此最终决定对涉及大桥稳定性的一些关键部位钢材进行局部更换和加固。外白渡桥维修共更换钢材215吨，占原桥梁钢材总重的22%。除了结构加固以外，另一项重大工程便是对桥梁进行重新粉刷，以期恢复到1907年的风格。首先是铲除了多次粉刷后的原漆，然后涂上专门的银灰色防锈涂料，这样使得与原貌基本一致。
而关系到外白渡桥承载力的桥墩，上海隧道公司的施工人员在不改变桥墩河上部分的外形的基础上采用“化整为零”的办法重新改造。据工程负责人介绍，以外白渡桥的中墩为例，本次大修将原先800多根细木桩替换成12根深达80米的粗混凝土桩，以此加大桥梁的承载能力。

### 2009年至今

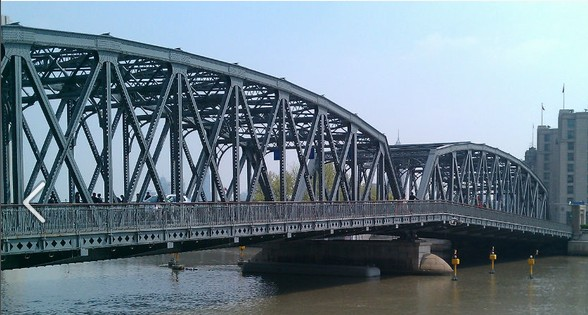
外白渡桥整修后（2011年）

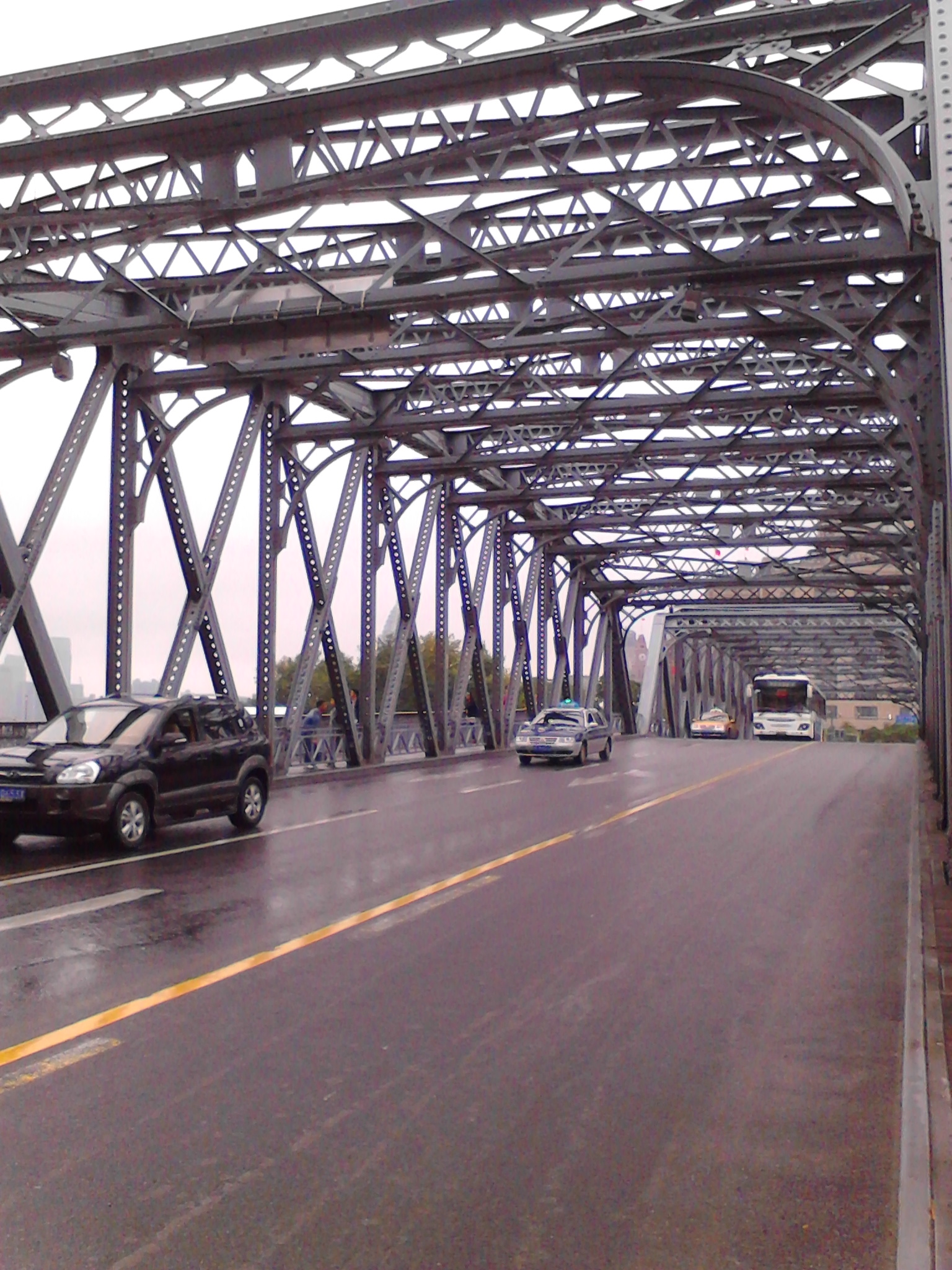
外白渡桥内部道路，摄于2013年10月

2009年2月25日6时30分，在民生路码头经过为期一年左右的大修，外白渡桥北跨开始移桥复位。晚上18时许，北跨桥身完成固定。翌日，南跨也回归原址。
4月8日，大修完后的外白渡桥重新向行人开放。4月11日凌晨，外白渡桥恢复机动车通行。此次长达10个月大修，是自1907年外白渡桥建成以来，对这座重约1000多吨的老桥最彻底的一次维修。这次维修中的另一个改进便是在桥身上安装了节能的LED灯光系统。

## 建筑结构
外白渡桥是上海乃至中国第一座钢桁架桥，全长104.39米，桥身总重约900吨。该桥为等跨两孔桥，每孔宽52.18米，通航净宽度均为50.90米；净高在河面涨潮时3.25米，退潮时则为5.57米。其下部结构包括居于两岸，高度分别为9.1米和8.7米的钢筋混凝土南、北桥台，以及位于河中央，高10.1米混凝土空心薄板中心桥墩；墩、台下方皆密布0.3米见方小木方桩基础。桥梁上部采用下承式简支铆接钢桁架结构，两组主桁架间的中心距为12.192米；每组主桁架设置11个节间，节间长度为4.744米；桁架不等高，其中间部分高度为9.144米。桁架结构中大部分杆件为钢组合构件，其中弦杆与斜杆采用组合箱形断面，腹杆采用组合工字形断面；所有杆件间均以铆钉铆接。
外白渡桥中部设有宽11.2米的车行道，两侧分别设置宽3.0米的人行道。车行道原采用木质桥面，铺设电车轨道供有轨电车通行，后改建为混凝土-沥青桥面，划为三个车道通行汽车。桥梁设计荷载原为英制H-15级，设计寿命为50年；“百年大修”后，该桥寿命延长50年，荷载等级提升至汽-15级。桥面纵坡4%，设计行车速度40千米/时。

## 相关文艺作品

### 文学
外白渡桥曾多次出现在文学作品中，例如：
| 年份   | 文学作品名稱                 | 備註 | 參考資料 |
| ------ | ---------------------------- | --- | -------- |
| 1933年 | 《子夜》                     | 作者为茅盾，开篇的时候便提到：“暮霭挟着薄雾笼罩了外白渡桥的高耸的钢架，电车驶过时，这钢架下横空架挂的电车线时时爆发出几朵碧绿的火花……” | [ 68 ]   |
| 2004年 | 《The Nitpicking of Cranes》 | 诗人为以色列的培迪，诗中提到“穿过外白渡桥”                                                                                             | [ 69 ]   |

### 影视剧
根据著名影评人威廉·阿诺德的说法：“在租界时期，上海的中心便是这座横跨苏州河口的花园桥。它是著名的上海外滩的北部标志。并且由于它的公共性，因此必定出现在与这座城市有关的影视作品中”。
| 年份   | 影視劇名稱       | 備註                                                                                                 | 參考資料      |
| ------ | ---------------- | --- | ------------- |
| 1980年 | 《上海滩》       | 25集电视剧                                                                                           | [ 70 ]        |
| 1987年 | 《太阳帝国》     | 其作者為史蒂芬·斯皮尔伯格，展现的是1941年的上海。影片中出现了在外白渡桥上逃难的人群和过桥的日军      | [ 70 ]        |
| 1997年 | 《挚爱》         | 台湾歌手张信哲个人第17张专辑首波主打歌《用情》MV在这里取景，音乐录影带中讲述了一段民国时期的爱情悲剧 | [ 70 ]        |
| 2000年 | 《苏州河》       | 娄烨导演的作品，故事的结局就发生在外白渡桥上                                                         | [ 70 ] [ 71 ] |
| 2001年 | 《情深深雨濛濛》 | 作者為琼瑶，其中有个场景便是赵薇扮演的陆依萍，从外白渡桥上跳下                                       | [ 70 ]        |
| 2004年 | 《大城小事》     | 香港电影，一开场黎明就开车驶过钢架结构的外白渡桥                                                     | [ 70 ]        |
| 2007年 | 《色戒》         | 由李安执导，根据1979年张爱玲短篇小说改编的电影，剧中出现了两次外白渡桥                               | [ 70 ]        |
| 2008年 | 《大灌篮》       | 周杰伦出演的《大灌篮》。电影的主角方世杰在电影的开头踏单车跨过外白渡桥                               | [ 70 ]        |